# Новоічинське
Новоічинське (рос. Новоичинское) — село у Куйбишевському районі Новосибірської області Російської Федерації.
Входить до складу муніципального утворення Новоічинська сільрада. Населення становить 399 осіб (2010).

## Історія
Згідно із законом від 2 червня 2004 року органом місцевого самоврядування є Новоічинська сільрада.

## Населення
| 2002 | 2007 | 2010 |
| ---- | ---- | ---- |
| 444  | ↗497 | ↘399 |